# Święta nakazane
Święta nakazane – uroczystości liturgiczne w Kościele katolickim, w czasie obchodów których wierni są zobowiązani do uczestniczenia we mszy świętej oraz do powstrzymania się od prac niekoniecznych. Święta nakazane wyznacza i ich obchody reguluje dla Kościoła łacińskiego Kodeks prawa kanonicznego w kan. 1246–1248, oraz dla Kościołów wschodnich Kodeks kanonów Kościołów wschodnich w kan. 880–883.
Obowiązek uczestniczenia we mszy wypełniony zostaje przez czynne uczestnictwo w niej w jakimkolwiek obrządku katolickim, w dzień uroczystości lub wieczorem dnia poprzedzającego czyli w wigilię tego dnia. Jeżeli jednak z ważnej przyczyny, np. z powodu braku kapłana uczestnictwo we mszy jest niemożliwe, wówczas wierni powinni uczestniczyć w parafialnym nabożeństwie słowa Bożego albo gromadzić się na innej wspólnej modlitwie (np. rodzinnej).

## Kościół łaciński (stan obecny)
Od 1983 r. do świąt nakazanych w Kościele łacińskim należą (kan. 1246 § 1 KPK):
- wszystkie niedziele
- Uroczystość Świętej Bożej Rodzicielki (1 stycznia)
- Uroczystość Objawienia Pańskiego (6 stycznia)
- Uroczystość św. Józefa (19 marca)
- Uroczystość Wniebowstąpienia Pańskiego (święto ruchome obchodzone 40 dni po Wielkanocy)
- Uroczystość Najświętszego Ciała i Krwi Chrystusa (Boże Ciało) (święto ruchome obchodzone w czwartek po uroczystości Najświętszej Trójcy – 60 dni po Niedzieli Zmartwychwstania)
- Uroczystość Świętych Apostołów Piotra i Pawła (29 czerwca)
- Uroczystość Wniebowzięcia Najświętszej Maryi Panny (15 sierpnia)
- Uroczystość Wszystkich Świętych (1 listopada)
- Uroczystość Niepokalanego Poczęcia Najświętszej Maryi Panny (8 grudnia)
- Uroczystość Narodzenia Pańskiego (25 grudnia).

### Święta nakazane obowiązujące w diecezjach łacińskich na terytorium Polski
Kongregacja ds. Kultu Bożego i Dyscypliny Sakramentów może modyfikować listę świąt nakazanych na danym terytorium dostosowując ją do potrzeb lokalnych społeczności. Obecnie w Polsce obowiązują następujące święta nakazane
- wszystkie niedziele
- Uroczystość Świętej Bożej Rodzicielki Maryi – 1 stycznia
- Uroczystość Objawienia Pańskiego – 6 stycznia
- Uroczystość Najświętszego Ciała i Krwi Chrystusa (Boże Ciało) – czwartek po Uroczystości Trójcy Przenajświętszej (dokładnie 60 dni po Wielkanocy)
- Uroczystość Wniebowzięcia Najświętszej Maryi Panny – 15 sierpnia
- Uroczystość Wszystkich Świętych – 1 listopada
- Uroczystość Narodzenia Pańskiego – 25 grudnia.

## Kościół łaciński (rys historyczny)

### Kościół powszechny (1642–1917)
Po raz pierwszy lista świąt nakazanych została ogłoszona w konstytucji papieża Urbana VIII „Universa” z 1642 r. Obejmowała ona:
- wszystkie niedziele roku,
- Święto Obrzezania Pańskiego (1 stycznia),
- Święto Objawienia Pańskiego (6 stycznia),
- Święto Oczyszczenia Najświętszej Maryi Panny (2 lutego),
- Święto Świętego Macieja Apostoła (24/25 lutego),
- Święto Świętego Józefa, Oblubieńca NMP (19 marca),
- Święto Zwiastowania Najświętszej Maryi Pannie (25 marca),
- Święto Zmartwychwstania Pańskiego:
  - Niedziela Wielkanocna,
  - Poniedziałek Wielkanocny,
  - Wtorek Wielkanocny,
- Święto Wniebowstąpienia Pańskiego,
- Święto Zesłania Ducha Świętego:
  - Niedziela Zesłania Ducha Świętego,
  - Poniedziałek w Oktawie Ducha Świętego,
  - Wtorek w Oktawie Ducha Świętego,
- Święto Trójcy Przenajświętszej,
- Święto Ciała Chrystusa,
- Święto Świętych Apostołów Filipa i Jakuba (Młodszego) (1 maja)
- Święto Znalezienia Krzyża Świętego (3 maja),
- Święto Narodzenia Świętego Jana Chrzciciela (24 czerwca),
- Święto Świętych Apostołów Piotra i Pawła (29 czerwca),
- Święto Świętego Jakuba (Starszego) Apostoła (25 lipca),
- Święto Świętej Anny, Matki NMP (26 lipca),
- Święto Świętego Wawrzyńca, Diakona i Męczennika (10 sierpnia),
- Święto Wniebowzięcia NMP (15 sierpnia),
- Święto Świętego Bartłomieja Apostoła (24 sierpnia),
- Święto Narodzenia Najświętszej Maryi Panny (8 września),
- Święto Świętego Mateusza Apostoła i Ewangelisty (21 września),
- Święto Świętego Michała Archanioła (29 września)
- Święto Świętych Apostołów Szymona i Judy Tadeusza (28 października),
- Święto Wszystkich Świętych (1 listopada)
- Święto Świętego Andrzeja Apostoła (30 listopada),
- Święto Świętego Tomasza Apostoła (21 grudnia)
- Święto Narodzenia Pańskiego (25 grudnia),
- Święto Świętego Szczepana, Pierwszego Męczennika (26 grudnia),
- Święto Świętego Jana Apostoła i Ewangelisty (27 grudnia),
- Święto Świętych Młodzianków (28 grudnia),
- Święto Świętego Sylwestra I, Papieża (31 grudnia).

### Królestwo Galicji i Lodomerii (1773-1917)
4 grudnia 1773 dokonano redukcji świąt nakazanych dla Galicji w oparciu o breve „Paternae Caritatis” Klemensa XIV z 22 czerwca 1771. Lista świąt nakazanych obejmowała odtąd:
- wszystkie niedziele roku,
- Święto Obrzezania Pańskiego (1 stycznia),
- Święto Objawienia Pańskiego (6 stycznia),
- Święto Oczyszczenia Najświętszej Maryi Panny (2 lutego),
- Święto Zwiastowania Najświętszej Maryi Pannie (25 marca),
- Święto Zmartwychwstania Pańskiego:
  - Niedziela Wielkanocna,
  - Poniedziałek Wielkanocny,
- Święto Wniebowstąpienia Pańskiego,
- Święto Zesłania Ducha Świętego:
  - Niedziela Zesłania Ducha Świętego,
  - Poniedziałek w Oktawie Ducha Świętego,
- Święto Ciała Chrystusa,
- Święto Świętych Apostołów Piotra i Pawła (29 czerwca),
- Święto Wniebowzięcia NMP (15 sierpnia),
- Święto Narodzenia Najświętszej Maryi Panny (8 września),
- Święto Wszystkich Świętych (1 listopada)
- Święto Niepokalanego Poczęcia NMP (8 grudnia),
- Święto Narodzenia Pańskiego (25 grudnia),
- Święto Świętego Szczepana, Pierwszego Męczennika (26 grudnia)

### Rzeczpospolita (1775-1795)
Na prośbę Stanisława Augusta Poniatowskiego 23 maja 1775 Pius VI dokonał redukcji świąt nakazanych dla Rzeczypospolitej. Lista świąt nakazanych obejmowała odtąd:
- wszystkie niedziele roku,
- Święto Obrzezania Pańskiego (1 stycznia),
- Święto Objawienia Pańskiego (6 stycznia),
- Święto Oczyszczenia Najświętszej Maryi Panny (2 lutego),
- Święto Zwiastowania Najświętszej Maryi Pannie (25 marca),
- Święto Zmartwychwstania Pańskiego:
  - Niedziela Wielkanocna,
  - Poniedziałek Wielkanocny,
- Święto Wniebowstąpienia Pańskiego,
- Święto Zesłania Ducha Świętego:
  - Niedziela Zesłania Ducha Świętego,
  - Poniedziałek w Oktawie Ducha Świętego,
- Święto Trójcy Przenajświętszej,
- Święto Ciała Chrystusa,
- Święto Świętych Apostołów Piotra i Pawła (29 czerwca),
- Święto Wniebowzięcia NMP (15 sierpnia),
- Święto Narodzenia Najświętszej Maryi Panny (8 września),
- Święto Wszystkich Świętych (1 listopada)
- Święto Narodzenia Pańskiego (25 grudnia),
- Święto Świętego Szczepana, Pierwszego Męczennika (26 grudnia)

## Katolickie Kościoły wschodnie
Do świąt nakazanych w katolickich Kościołach wschodnich należą (daty podane według kalendarza juliańskiego datowane w kalendarzu gregoriańskim):
- wszystkie niedziele
- Uroczystość Narodzenia Pańskiego (7 stycznia)
- Uroczystość Objawienia Pańskiego (19 stycznia)
- Uroczystość Wniebowstąpienia Pańskiego (święto ruchome obchodzone 40 dni po Wielkanocy)
- Uroczystość św. Piotra i św. Pawła (12 lipca)
- Uroczystość Zaśnięcia Świętej Bożej Rodzicielki Maryi (28 sierpnia).

## Obowiązywanie dni świątecznych nakazanych na różnych obszarach
W Kościele łacińskim Konferencja episkopatu w każdym kraju, a w Kościołach wschodnich kompetentna władza w każdym Kościele sui iuris może, za uprzednią aprobatą Stolicy Apostolskiej, niektóre z dni świątecznych nakazanych znieść lub przenieść na niedzielę (np. w Polsce aktualny dekret o zniesieniu niektórych świąt obowiązuje od 30 listopada 2003), ale też i dodać inne. Jeżeli zostanie wydany dekret uznający któreś ze świąt dodatkowym świętem nakazanym na określonym terytorium, to obowiązek zachowania święta ciąży na każdym katoliku przebywającym na wskazanym w dekrecie terytorium, z wyjątkiem podróżnych, czyli przybyłych z innych diecezji (parafii) i przebywających we wskazanym miejscu nie dłużej niż trzy miesiące (kanony 12 § 3, 13 § 2, 100, 102 § 2 KPK, kan. 911, 912 § 2, 1491 § 2 KKKW).